# Uash-Ptah
| p · t | H | V4 | N37 | A52 |

| p · t | H | V4 | N37 | A52 |

Uash-Ptah, llamado Izi, era el chaty del faraón Neferirkara, de la quinta dinastía egipcia. 
Comenzó su carrera en la administración real durante el reinado de Sahura y fue nombrado chaty al subir al trono su sucesor, quedando a la cabeza de la Administración Pública y al cargo de la justicia y de la política interna, como la organización de expediciones en busca de materias primas. Supervisaba o dirigía las grandes obras incluida la edificación de la nueva pirámide real que se erigió en la llanura de Abusir, al norte de Saqqara.

## Sepultura
Su tumba se encontró en la necrópolis real de Abusir y suministró inscripciones que informaban de la repentina muerte del chaty en presencia del faraón, relatado por el hijo mayor de Uash-Ptah, al que el monarca confió la construcción de la sepultura de su padre. Es él que hará inscribir sobre las paredes de la tumba los hechos que rodean la muerte de su padre.
Se nos informa así de que el rey se había desplazado en persona en compañía de sus hijos, la corte y el chaty a visitar las obras de un nuevo monumento. Mientras el faraón y su ministro hablaban el último se desplomó, siendo trasladado al palacio y atendido por su familia, los médicos reales y los sacerdotes ritualistas, convocados por el rey con el fin de salvar la vida del primero de entre todo su cortesanos. Neferirkara ordenó llevar un cofre con todos los papiros médicos, pero Uash-Ptah falleció. 
Afligido por este drama y la pérdida de  único confidente, el Faraón se retira a sus apartamentos para rogar dios Ra y encarga a Mernetjersetni el construir una mastaba para su padre a la sombra de su pirámide en Abusir, con cargo a los gastos del palacio. Por decreto real, también hace preparar el ajuar funerario del chaty incluyendo en él un sarcófago de ébano, cosa que no se había hecho nunca para ningún noble antes de él.
La excavación de la mastaba corrió a cargo de Georg Steindorff de la Universidad de Leipzig, que la realizó entre 1903 y 1907. Los bloques sobre los cuales se informa de este acontecimiento se extrajeron de la mastaba y están expuestos en el Museo de El Cairo.

### Citas
1. ↑  Ferrari,
2. ↑   Ogdon, 2007